# William H.D. Bell
Pour les articles homonymes, voir Bell.
William Henry Dillon Bell, dit Hal Bell, né le 1er mars 1884 à Wellington et tué à la guerre à Passchendaele le 31 juillet 1917,, est un avocat et homme politique néo-zélandais.

## Biographie
Hal Bell est le fils de Francis Bell, avocat prééminent qui devient maire de Wellington et député à la Chambre des représentants de Nouvelle-Zélande lorsque Hal est encore enfant. Après sa scolarité en Nouvelle-Zélande, le jeune homme est admis à étudier au Trinity College de l'université de Cambridge en Angleterre, est formé au droit au Inner Temple à Londres, et est appelé au barreau en 1908. Il se porte par ailleurs volontaire comme réserviste dans le 1er régiment de cavalerie King Edward's Horse (en) durant ses études. Il retourne ensuite en Nouvelle-Zélande avec son épouse anglaise, et s'établit comme solliciteur et barrister. De 1909 à 1914 il est consul honoraire du Danemark dans son pays,,.
Aux élections législatives de 1911 il se présente avec succès dans la circonscription couvrant une partie de la banlieue de Wellington, et entre à la Chambre des représentants avec l'étiquette du Parti pour la réforme (en) (conservateur). Les réformistes remportent les élections, et forment un gouvernement mené par William Massey, au sein duquel Francis Bell est le ministre de l'Intérieur. Hal Bell siège comme député d'arrière-ban de la majorité parlementaire,.
En août 1914, il est le premier député à se porter volontaire comme soldat pour la Première Guerre mondiale ; il renonce pour ce faire à son mandat électif. Il est déployé avec les forces de la New Zealand Army qui envahissent fin août les Samoa allemandes. Il y demeure un temps comme officier d'ordonnance avec les troupes d'occupation, et reçoit une promotion provisoire au grade de capitaine en octobre. En novembre, il retourne en Nouvelle-Zélande afin d'embarquer immédiatement pour le front européen de la guerre. Il est réintégré au régiment anglais de cavalerie qu'il avait connu durant ses études. Il est déployé sur le front de l'Ouest, et son rang de capitaine est confirmé. Il est tué au premier jour de la bataille de Passchendaele en Belgique, à l'âge de 33 ans. Son corps n'est pas retrouvé ; il est commémoré au mémorial de la Porte de Menin à Ypres,,.
La Chambre des représentants lui rend hommage, de même que Sir Robert Stout, le président de la Cour suprême de Nouvelle-Zélande. Il est l'un des six parlementaires néo-zélandais devenus soldats pour la Première Guerre mondiale, et le seul à mourir à cette guerre. Son père devient brièvement Premier ministre de Nouvelle-Zélande en 1925.